# Římskokatolická farnost Bratčice
Římskokatolická farnost Bratčice je územní společenství římských katolíků v obci Bratčice s farním kostelem Nejsvětější Trojice.

## Území farnosti
- Bratčice – farní kostel Nejsvětější Trojice

## Historie farnosti
První písemná zmínka o Bratčicích pochází z roku 1537, Zcela jistě jde však o mnohem starší ves (snad už ze 12. století), která byla majetkem kláštera v Dolních Kounicích. Bratčický kostel byl postaven v letech 1777–1780, rozšířen byl roku 1873.

## Duchovní správci
Duchovním správcem farnosti je farář z farnosti v Dolních Kounicích. Od 1. října 2007 je administrátorem excurrendo R. D. Karel Obrdlík.

## Bohoslužby
| Kostel              | Místo    | Bohoslužba (den) | Hodina                          | Poznámka     |
| ------------------- | -------- | ---------------- | ------------------------------- | ------------ |
| Nejsvětější Trojice | Bratčice | neděle čtvrtek   | 10.30 17.00 (zima)/18.00 (léto) | farní kostel |

## Aktivity ve farnosti
Dnem vzájemných modliteb farností za bohoslovce a bohoslovců za farnosti brněnské diecéze je 16. duben. Adorační den připadá na nejbližší neděli po 13. listopadu.
Ve farnosti se pravidelně pořádá tříkrálová sbírka. V roce 2015 se při ní vybralo 21 682 korun.